# British Aluminium

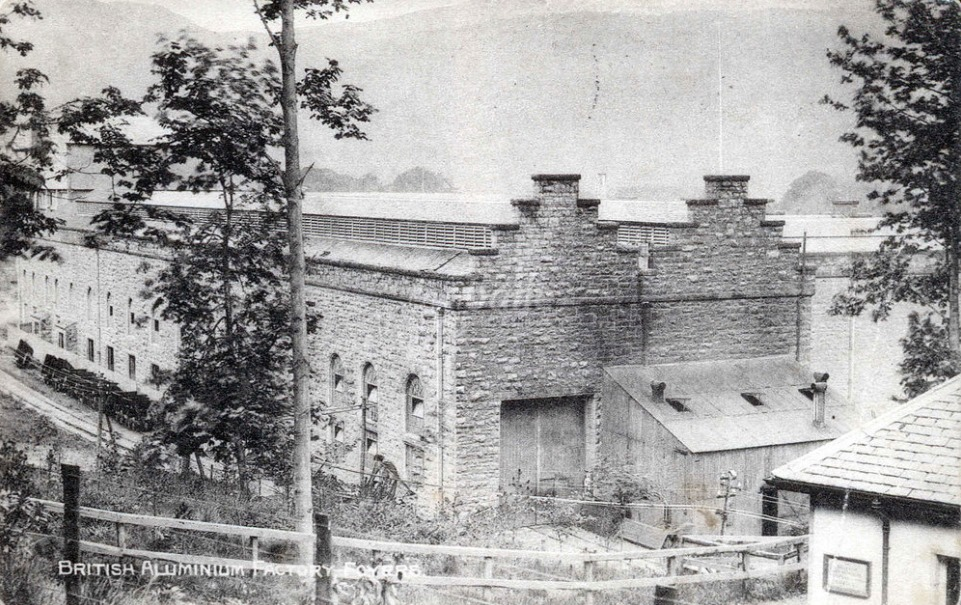
British Aluminium Company Foyers

British Aluminium betrieb vor allem Aluminiumhütten zur Herstellung von Primäraluminium. Das Unternehmen wurde am 7. Mai 1894 als British Aluminium Company Ltd gegründet und wurde 1982–1996 British Alcan Aluminium plc genannt.

## Geschichte
In den späten 1880er und frühen 1890er Jahren hatten Innovationen bei der Gewinnung von Aluminiumoxid aus Bauxit und der Umwandlung in Aluminium durch Elektrolyse zu einem drastischen Preisverfall des Metalls geführt. Der elektrolytische Prozess erforderte große Mengen billigen Stroms, der durch Wasserkraft in den schottischen Highlands leicht bereitgestellt werden konnte. Die ersten Aluminiumbarren wurden 1895 in den Foyers Aluminium Works in Foyers in Highland hergestellt. 1896 wurde die erste mit Wasserkraft betriebene Schmelzhütte eröffnet, gefolgt von zwei weiteren in Kinlochleven (Kinlochleven Aluminium Works) im Jahr 1909 und Lochaber (Lochaber Aluminium Works) im Jahr 1929. Erfolglose Versuche zur Bauxitgewinnung in Nordirland zwangen das Unternehmen, eine Mehrheitsbeteiligung an der Union des Bauxites in Südfrankreich zu erwerben. Diese etablierte Quelle wurde durch den Erwerb von Bauxitrechten in Britisch-Guayana während des Ersten Weltkriegs ergänzt, gefolgt von weiteren in der britischen Kolonie Goldküste (heute Ghana) im Jahr 1928.
Das Unternehmen produzierte außerdem an drei verschiedenen Standorten in Schottland Kohlenstoff und besaß vier Walzwerke in England. In den 1940er und 50er Jahren eröffnete und/oder investierte das Unternehmen in Aluminiumwerke und Infrastruktur in Norwegen, Indien, Kanada und Britisch-Guayana und erwarb weitere Bauxitvorkommen in Australien.

## Hüttenwerk und Werksbahn in Foyers
Im Jahr 1895 baute die British Aluminium Company ihre erste durch Wasserkraft betriebene Aluminiumhütte; sie nutzte die beiden Wasserfälle des Flusses Foyers, einer mit einer Fallhöhe von 27 m und der andere mit einer Fallhöhe von 9, die als die Falls of Foyers bekannt waren, um den Strom zu erzeugen, der für die Verarbeitung von Aluminium in der Aluminiumhütte am Ufer des Loch Ness benötigt wurde. Alle Materialien wurden per Boot über den Caledonian Canal von und nach Foyers transportiert.
Eine kurze Werksbahn mit einer Spurweite von 914 mm (3 Fuß) wurde gebaut, um das Werk mit dem Schiffsanleger zu verbinden. Anfangs wurde sie als Pferdebahn betrieben und später mit einer zweiachsige Dampflokomotive, die 1899 von Andrew Barclay gebaut wurde und heute als Fair Maid of Foyers bei der Scottish Railway Preservation Society (SRPS) erhalten ist.
Die Schmelzhütte war bis 1967 in Betrieb. 1973 wurde die Stromerzeugungsanlage vergrößert und aufgerüstet. Das ehemalige Aluminiumwerk dient nun als Wasserkraftwerk, das das nationale Stromnetz speist.

## Akquisition und Niedergang
Finanzielle Probleme führten 1958 zur Übernahme des Unternehmens durch Reynolds Metals und die TI Group. Trotz Überkapazitäten in den 1960er Jahren wurde 1971 in Invergordon eine große Schmelzanlage in Betrieb genommen, die auf dem Versprechen von billigem Atomstrom beruhte. Diese Anlage wurde elf Jahre später geschlossen.
1982 wurde das Unternehmen erneut von der in Kanada ansässigen Alcan aufgekauft. Die Betriebe wurden zusammengelegt und das Unternehmen wurde in British Alcan Ltd. umbenannt. Im Jahr 1994 produzierte das Unternehmen 357.000 Tonnen Aluminium und erwirtschaftete einen Gewinn vor Steuern in Höhe von 30,9 Millionen Pfund, nach einem Verlust von 22,7 Millionen Pfund im Jahr zuvor. Im Februar 1996 wurde bekannt gegeben, dass Alcan British Alcan an eine Gruppe von institutionellen Investoren, Mercury Development Capital, Morgan Grenfell Development Capital und CVC Capital Partners für £300 Mio. verkaufen würde. Das neue Unternehmen würde unter dem Namen British Aluminium Ltd. bekannt sein.
Alcoa erwarb 2000 die Aluminiumplatten-, Blech- und Weichlegierungs-Extrusionsfertigungsbetriebe und Vertriebsgeschäfte von British Aluminium von der Luxfer Group, die einen Teil des Geschäfts behielt. Im Jahr 2002 beschloss Alcoa, den Standort Dolgarrog in Nordwales zu schließen. Die Dolgarrog Aluminium Ltd. wurde gegründet und die lokale Regierung versuchte, den Erhalt der fast 200 Arbeitsplätze dort zu finanzieren. Nach fünf Jahren, ab Oktober 2007, im Jahr des 100-jährigen Jubiläums der Aluminiumproduktion des Standorts, wurde Dolgarrog geschlossen.
BACo produzierte auch Busaufbauten, auf Daimler-Fleetline- und Leyland-Fleetline-Fahrgestellen für Kowloon Motor Bus sowie auf Leyland-Atlantean-Fahrgestellen für Singapore Bus Services.

## Vorstandsvorsitzende
Die Vorstandsvorsitzenden von British Aluminium waren:
- 1910–1925 Andrew Wilson Tait
- 1953–1958 Lord Portal
- 1958– Sir Ivan Stedeford